# Torre dell'Acqua
La Torre dell'Acqua est une tour côtière située sur une colline dans la commune de Monte Argentario, qui s'incline directement vers la mer Tyrrhénienne. Elle s'élève à l'ouest de Porto Ercole et au nord-ouest du fort Stella.

## Histoire
La tour a été construite par les Siennois à l'époque de la Renaissance, plus précisément au XVe siècle. La tour faisait partie intégrante du système de défense côtière de la république de Sienne. 
Cependant, l'histoire de la structure défensive était déjà marquée en 1555 lorsque les troupes espagnoles, alliées aux milices du grand-duché de Toscane, l'attaquèrent et la conquirent, forçant la reddition définitive des Siennois. La région de Monte Argentario est devenue ensuite une partie de l'État des Présides.
La tour, cependant, n'a pas fait partie des projets de réorganisation du système défensif du promontoire de l'Argentario, restant par conséquent abandonnée dès la fin du XVIe siècle.
À la fin du XIXe siècle, une section du nouvel aqueduc qui alimentait Porto Ercole fut construite dans la zone de la tour en exploitant une source située plus en amont : à l'époque, l'ancienne structure défensive était déjà perdue. Cependant, en 1974, les vestiges ont émergé lors des travaux d'excavation pour la construction de certains bâtiments résidentiels à proximité.

## Description
La tour se présente désormais sous la forme de ruines, qui ont été mises au jour par les campagnes de fouilles menées à partir de 1974.
De l'ancienne tour, qui était considérée comme perdue, certaines sections des structures murales épaisses constituées de gros blocs de pierre sont visibles, à la base desquelles sont visibles des matériaux de construction beaucoup plus anciens, attribuables à des vestiges archéologiques datés du Ve siècle av. J.-C.
La tour avait un plan carré, apparemment sans base inclinée.